# ۵۳۵ (پیش از میلاد)
۵۳۵ (پیش از میلاد) ۵۳۵مین سال قبل از تقویم میلادی است.